# Peter Laurits Jensen
Peter Laurits Jensen eller Peter Laurids Jensen (16 maj 1886 – 26 oktober 1961) var en dansk-amerikansk ingeniør, opfinder og entreprenør. Han grundlagde virksomheden Magnavox og Jensen Radio Manufacturing Company. Peter Laurits Jensen opfandt den elektrodynamiske højtaler og var med til at opfinde den trådløse telefon.

## Biografi
Peter Laurits Jensen blev født på Falster i Danmark i 1886. Hans døde i Western Springs, Illinois, 1961 da han var 75 år gammel.